# أسيير غاريتانو أغويريزابال
أسيير غاريتانو أغويريزابال (بالإسبانية: Asier Garitano) (6 ديسمبر 1969 بفيرغارا في إسبانيا - ) هو مدرب كرة قدم ولاعب كرة قدم إسباني في مركز الهجوم. شارك مع منتخب إسبانيا تحت 18 سنة لكرة القدم ومنتخب إسبانيا تحت 20 سنة لكرة القدم. أما مع النوادي، فقد لعب مع أتلتيك بيلباو ب وراسينغ فيرول ونادي أليكانتي ونادي إيبار ونادي بورغوس ونادي قادش وBenidorm CF ‏ وCF Gavà ‏ وCartagena FC ‏.